# 히오스현
히오스현(Νομός Χίου)은 그리스의 현 중 하나로, 에게해에 있는 레스보스현, 사모스현과 더불어 북에게주의 히오스섬을 구성하고 있다. 히오스현은 히오스, 프사라, 안티프사라(무인도), 이누세스섬으로 이루어져 있다.
그리스 의회에서는 두 명의 대표 의원이 담당하고 있다. 